# Yellow (álbum)
Yellow é o sétimo álbum de estúdio da banda japonesa de rock Scandal. O álbum foi lançado em 2 de março de 2016. 

## Desempenho comercial
Estreou na 2ª posição nas paradas semanais da Oricon e da Billboard Japan.

## Lista de faixas
| N.º | Título                                        | Letras  | Música  | Duração |  |
| 1.  | "Room No.7"                                   |         | Mami    | 1:42    |  |
| 2.  | "Stamp!"                                      | Mami    | Mami    | 4:25    |  |
| 3.  | "LOVE ME DO"                                  | Mami    | Mami    | 3:48    |  |
| 4.  | "Morning sun"                                 | Rina    | Mami    | 4:12    |  |
| 5.  | "Sunday Drive"                                | Tomomi  | SCANDAL | 4:03    |  |
| 6.  | "今夜はピザパーティー (Konya wa Pizza Party)" | Tomomi  | Mami    | 3:31    |  |
| 7.  | "ヘブンな気分 (Heaven na Kibun)"              | Rina    | Mami    | 4:43    |  |
| 8.  | "SUKI-SUKI"                                   | Mami    | Mami    | 4:47    |  |
| 9.  | "LOVE"                                        | Tomomi  | Tomomi  | 4:45    |  |
| 10. | "Sisters"                                     | Rina    | Mami    | 4:10    |  |
| 11. | "Happy Birthday"                              | Rina    | Mami    | 3:42    |  |
| 12. | "ちいさなほのお (Chiisana Honoō)"             | Rina    | Mami    | 4:26    |  |
| 13. | "Your Song -Versão Inglês- (Bonus track)"     | SCANDAL | SCANDAL | 3:44    |  |

## Integrantes
- Haruna (Haruna Ono) - vocais, guitarra base
- Mami (Mami Sasazaki) - guitarra solo, vocais
- Tomomi (Tomomi Ogawa) - baixo, vocais
- Rina (Rina Suzuki) - bateira, vocais